# Domenico Costantino

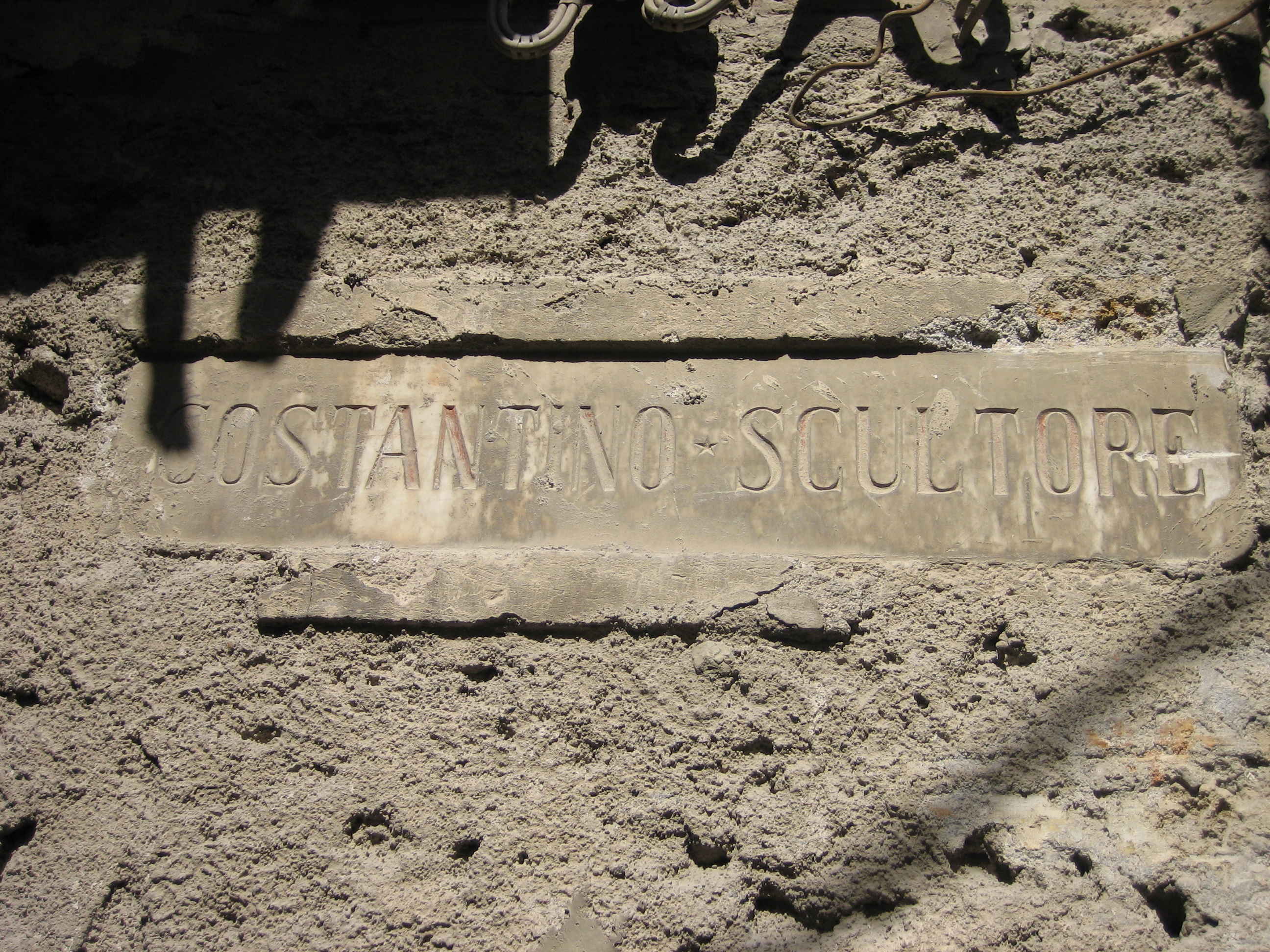
Iscrizione lapidea sulla dimora dell'artista in via Vetriera

Domenico Costantino (Palermo, 20 ottobre 1840 – Palermo, 11 agosto 1915) è stato uno scultore italiano.

## Biografia
Fu allievo dello scultore Valerio Villareale, del quale ricevette le sue prime impressioni sullo stile neoclassico. Nel 1854 prese lezioni di disegno da Giovanni Patricolo con il quale iniziò a lavorare nel 1860 presso il suo laboratorio nel cortile della Gancia. Intraprese due viaggi di studio a Roma e a Firenze, dove ha lavorato sulla nuova direzione naturalistica. Conobbe Giovanni Duprè, il cui stile lo influenzerà nell'ultimo periodo della sua opera.
Dimostrò un particolare interesse per le arti semplici, come la ceramica, soprattutto di produzione siciliana.
Suoi la statua di Carlo Cottone principe di Castelnuovo, nella piazza omonima e le due sfingi all'ingresso di Piazza Pretoria sulla via Maqueda.
La città di Palermo gli ha intitolato una strada.

## Opere

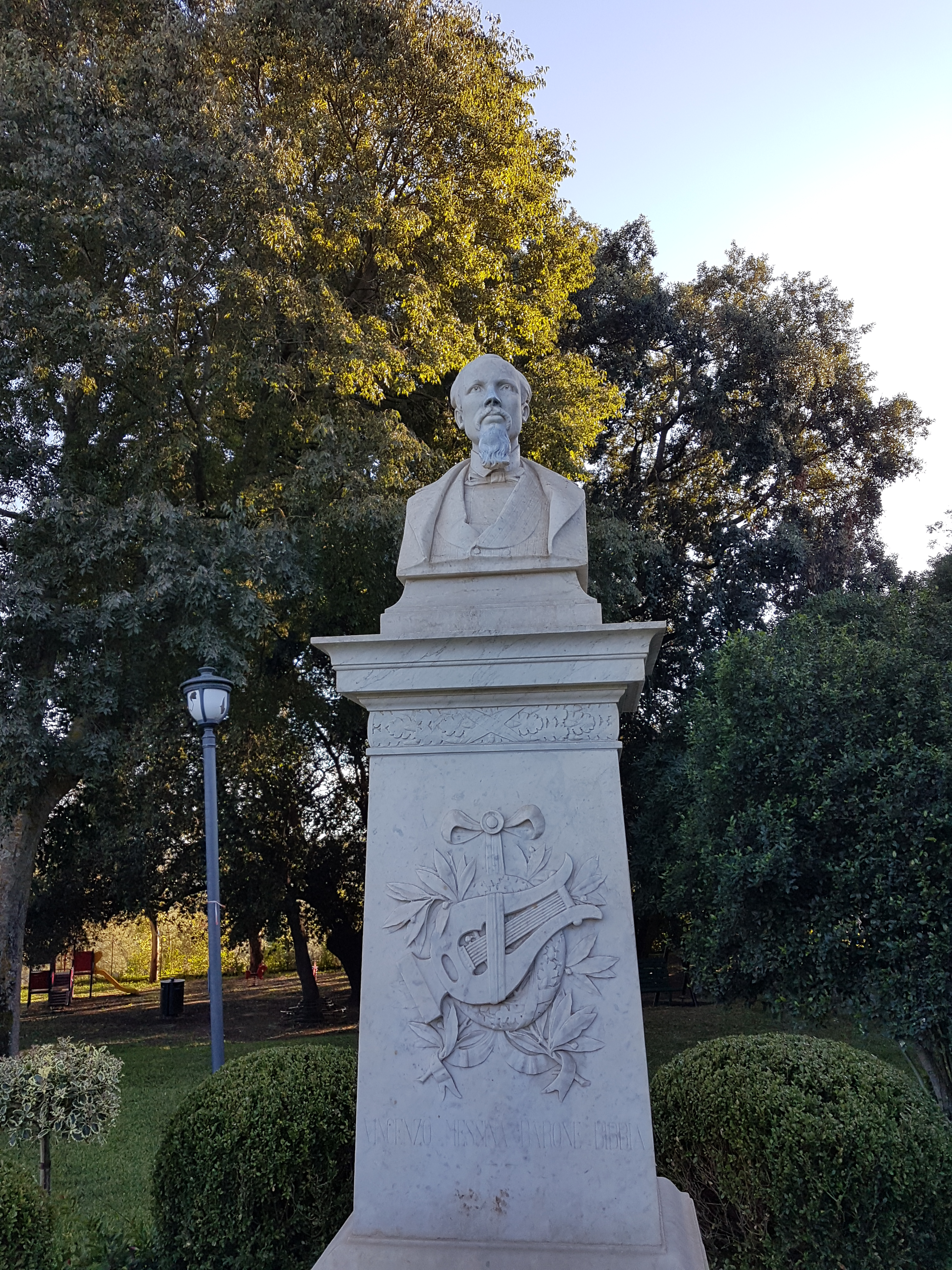
Busto del Barone Vincenzo Messina di Bibbia a Palazzolo Acreide,
opera di Domenico Costantino

- Monumento funerario a Ruggero Settimo (1863) in collaborazione con Ernesto Perez e Salvatore Valenti, Chiesa di San Domenico, Palermo
- Il pianto (1867), Galleria d'arte moderna Sant'Anna di Palermo
- Monumento a Carlo Cottone (1873), Piazza Castelnuovo, Palermo
- Pannello con le Virtù teologali nel Monumento a Emerico Amari (1875), Chiesa di San Domenico, Palermo
- Angelo del Monumento Varvaro (1882 ca.), Cimitero di Sant'Orsola, Palermo
- Busto di Pietro Bonanno, Villa Bonanno, Palermo
- Busto del Barone Vincenzo Messina di Bibbia, villa comunale, Palazzolo Acreide